# Stora Ljungsjön (Istrums socken, Västergötland)
Stora Ljungsjön är en sjö i Skara kommun i Västergötland och ingår i Göta älvs huvudavrinningsområde. Sjön är 7 meter djup, har en yta på 0,0978 kvadratkilometer och befinner sig 129 meter över havet. Sjön avvattnas av vattendraget Sjöråsån (Västerbroån) till Lillesjö och sedan vidare till Acksjön.

## Ekologi
I de norra delarna av Stora Ljungsjön har den ovanliga kransalgen skörsträfse återfunnits. Förekomsten av kransalger förutsätter klart vatten och kalkrikt vatten. Siktdjup 3,95 meter. Andra ovanliga växter som återfunnits är bandnate och kransslinga.
I de mer skyddade delarna av sjön förekommer flytbladsvegetation. Vanliga växter i sjön är hornsärv, sprängört, hästsvans, kransslinga, vit näckros, gul näckros, bladvass, trubbnate, gäddnate, ålnate, långnate, kråkklöver, bredkaveldun, säv och vattenbläddra.

## Delavrinningsområde
Stora Ljungsjön ingår i det delavrinningsområde (648789-137099) som SMHI kallar för Ovan Svartån. Medelhöjden är 104 meter över havet och ytan är 49,97 kvadratkilometer. Det finns ett delavrinningsområde uppströms, och räknas det in blir den ackumulerade arean 59,6 kvadratkilometer. Sjöråsån (Västerbroån) som avvattnar avrinningsområdet har biflödesordning 2, vilket innebär att vattnet flödar genom totalt 2 vattendrag innan det når havet efter 204 kilometer. Delavrinningsområdet består mestadels av skog (47 %) och jordbruk (39 %). Avrinningsområdet har 0,42 kvadratkilometer vattenytor vilket ger det en sjöprocent på 0,8 %.

## Galleri

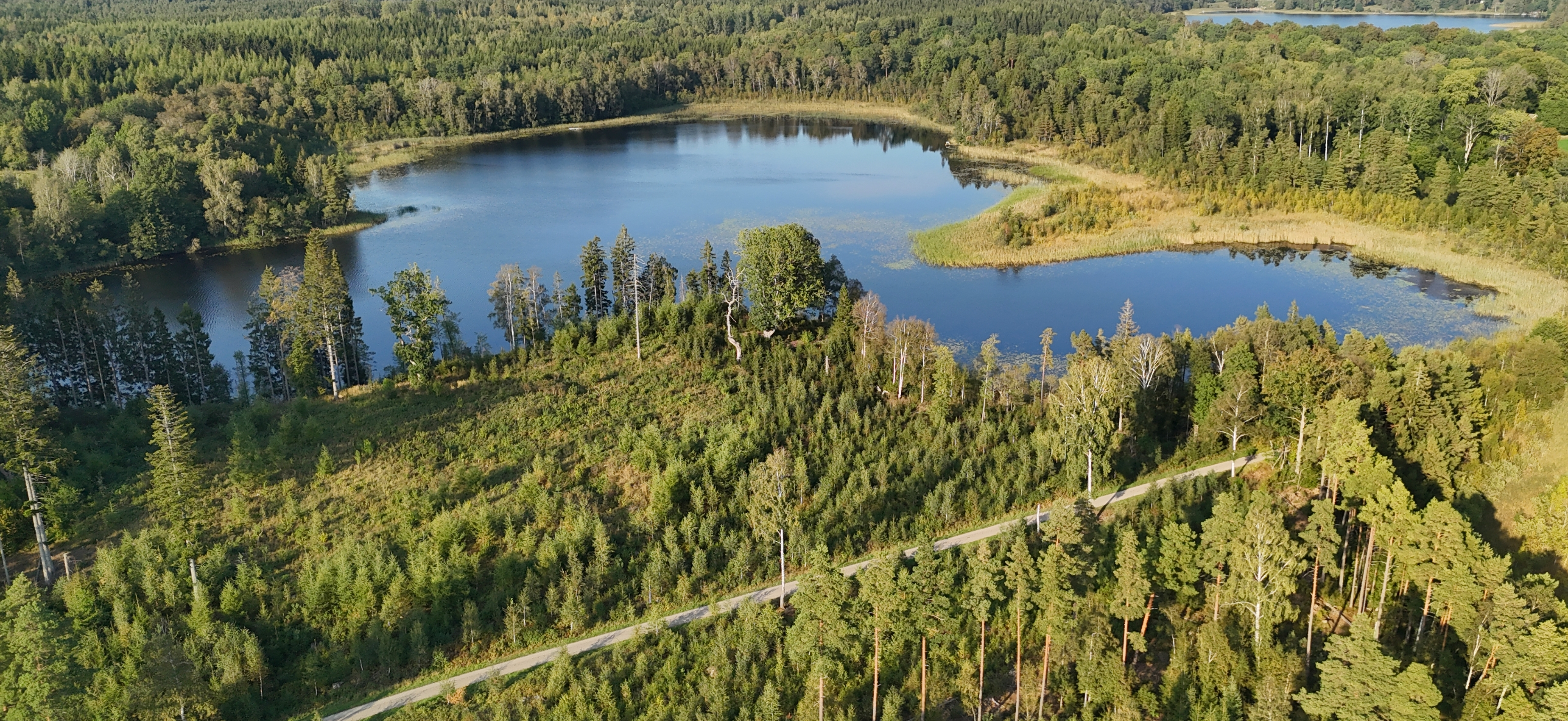
Stora Ljungsjön från sydväst.